# Nový Kramolín
Nový Kramolín (deutsch Neugramatin) ist eine westböhmische Gemeinde im Okres Domažlice.

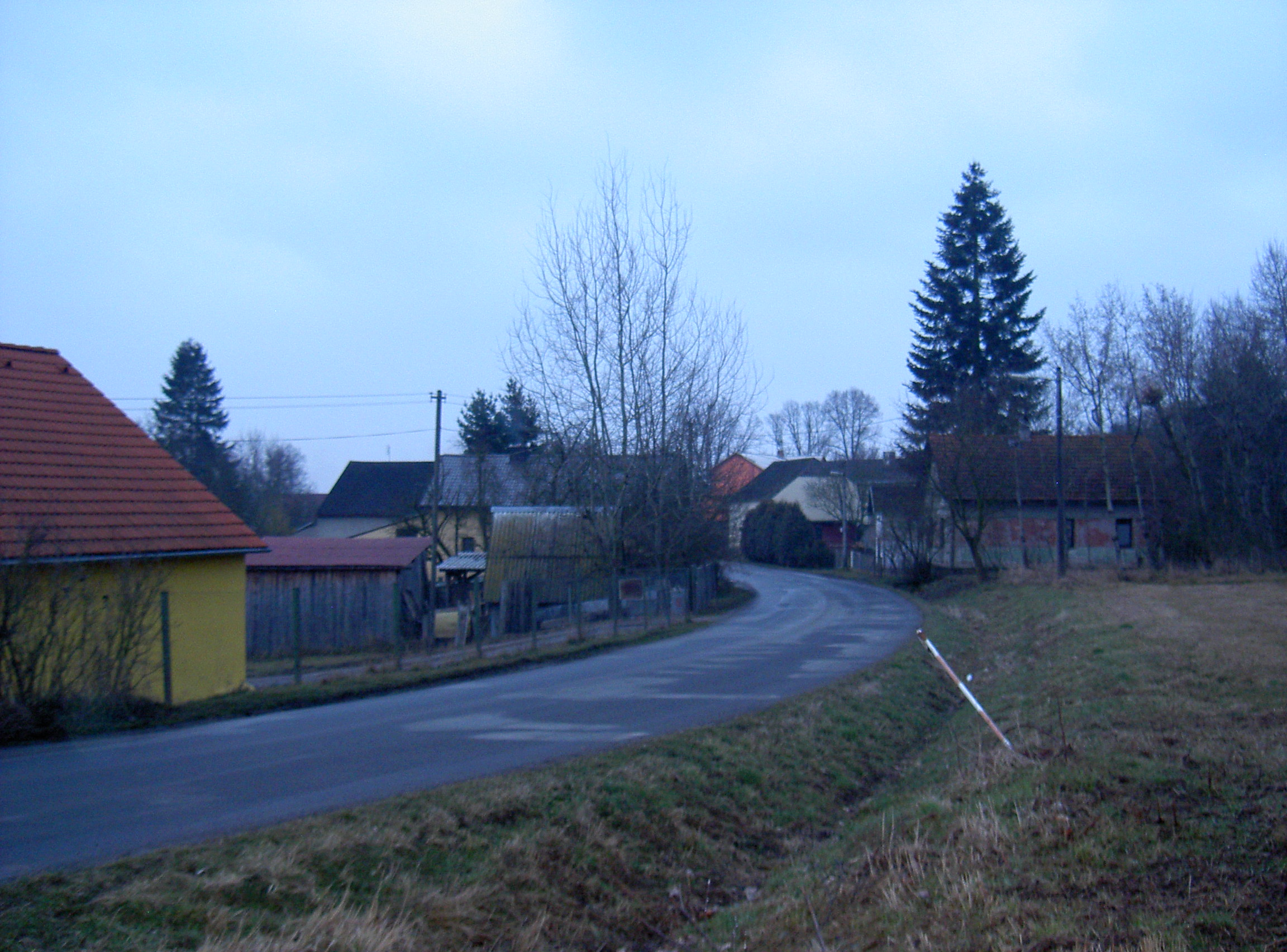
Nový Kramolín

## Geografie
Nový Kramolín liegt an der Eisenbahnlinie Poběžovice – Domažlice etwa vier Kilometer südlich von Poběžovice.
In der Umgebung von Nový Kramolín gibt es Feldspatvorkommen.

## Nachbargemeinden
Die Nachbargemeinden (im Uhrzeigersinn) sind: Vlkanov, Otov, Pařezov, Postřekov und Mnichov u Poběžovic.
| Mnichov u Poběžovic 6 km | Vlkanov 2 km                                | Otov 4 km      |
| Postřekov 3 km           | Kompassrose, die auf Nachbargemeinden zeigt | Pařezov 3 km   |
| Postřekov 3 km           | Postřekov 3 km                              | Postřekov 3 km |

## Geschichte
Nový Kramolín (ebenso wie Starý Kramolín) wurde 1379 im Bernaregister erstmals schriftlich erwähnt.
1656 hatte Neugramatin 11 Bauern, 10 Chalupner, 7 Gärtner, 60 Gespanne, 44 Kühe, 84 Stück Jungvieh, 90 Schafe und 103 Schweine.
1789 hatte Neugramatin 33 Häuser beim Kammeradministrationsgut Stockau, wovon jedoch die Hälfte nach Ronsperg gehörte. 1839 gab es in Neugramatin 41 Häuser und 279 Einwohner.
Neugramatin war nach Schüttwa eingepfarrt und eingeschult, erhielt aber 1891 eine eigene Schule.
1913 zählte Neugramatin 42 Häuser, 279 Einwohner, einen Kaufladen und zwei Gasthäuser.

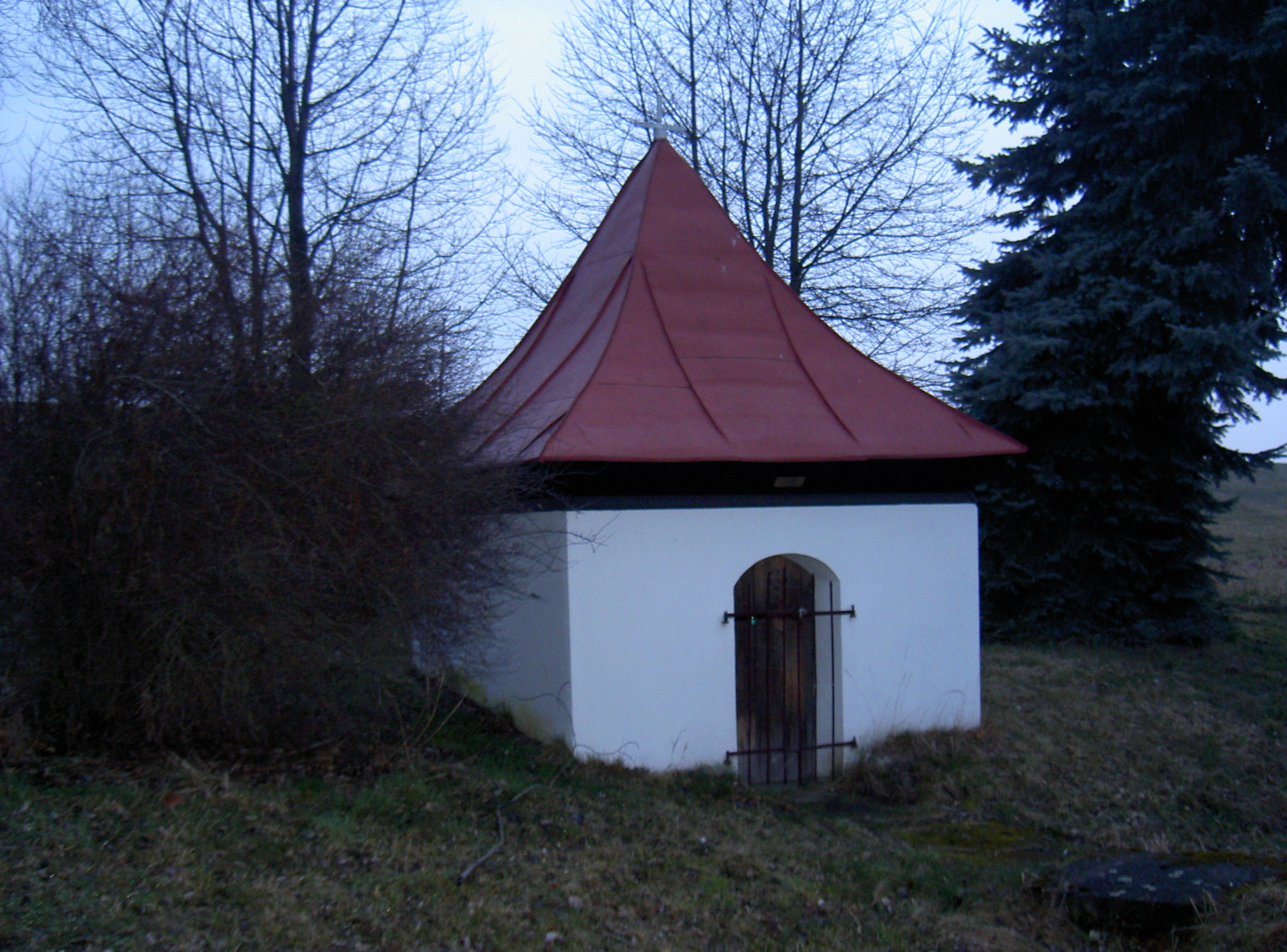
Kapelle in Nový Kramolín an der Straße nach Vlkanov

Nach dem Münchner Abkommen wurde Neugramatin dem Deutschen Reich zugeschlagen und gehörte bis 1945 zum Landkreis Bischofteinitz.

## Gemeindegliederung
Für die Gemeinde Nový Kramolín sind keine Ortsteile ausgewiesen. Grundsiedlungseinheiten sind Nový Kramolín und Valtířov (Waltersgrün).
Das Gemeindegebiet gliedert sich in die Katastralbezirke Nový Kramolín und Valtířov u Nového Kramolína.

## Kultur und Sehenswürdigkeiten
Auf dem Dorfplatz steht eine Dreifaltigkeitssäule aus dem Jahr 1730.
An der Straße nach Vlkanov gibt es eine barocke Kapelle und an der Straße nach Pařezov und Otov ein Standbild des heiligen Nepomuks.